# Arija (vattendrag)
Arija (belarusiska: Арыя ) är ett vattendrag i Belarus.   Det ligger i voblasten Mahiljoŭs voblast, i den östra delen av landet, 190 kilometer öster om huvudstaden Minsk.
Omgivningarna runt Arija är en mosaik av jordbruksmark och naturlig växtlighet. Runt Arija är det glesbefolkat, med 17 invånare per kvadratkilometer.